# Čínská mytologie

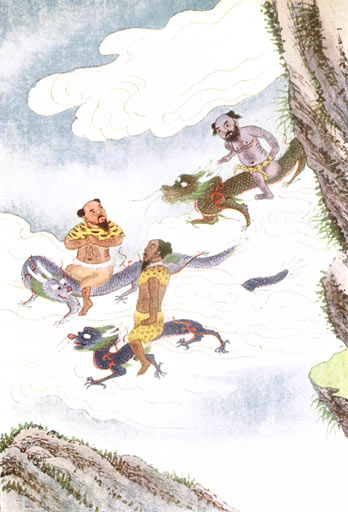
Dračí bohové

Čínská mytologie je soubor čínských bájí, pověstí a kulturní historie, předávaných ústní nebo písemnou tradicí. Zahrnuje mýty o založení čínské kultury a čínského státu, popisuje přírodní katastrofy a skutky bohů a hrdinů. Podobně jako u jiných mytologií, i zde lidé v minulosti věřili, že alespoň část těchto příběhů byl skutečný zápis jejich historie. Některá témata mají i více převyprávěných verzí.

## Stvoření světa
Existuje šest verzí popisující stvoření světa. V první vystupuje bohyně Nü Kua, která pomocí svých sedmdesáti proměn dala tvar všemu. Jiné dvě verze líčí stvoření světa vzájemným působením sil Jin a Jang. Ve čtvrté verzi se popisuje příběh o bohovi Čuan Sü, který poroučí svým dvěma vnukům Čchungovi a Liovi, aby navždy nesli nebesa a stlačovali zemi, čím je od sebe rozdělují. Další verzi nalezneme v knize Čuang, kterou napsal někdy ve 4. století př. n. l. filozof Čuang-c’. Vystupuje zde bůh Chun-tun, který svou smrtí dá vzniknout vesmíru. Poslední mýtus vypráví o obrovi Pchan Kuovi, polobohovi s lidskou podobou. Pchan Ku umírá a různé části jeho těla se přeměňují na různé věci na zemi: z dechu se stane vítr, z končetin hory, z hmyzu na jeho těle se staly lidé, aj. Jiná varianta příběhu spojuje mýtus o Pchan Kuovi a Jin a Jang.

## Stvoření lidstva
V mýtech o vzniku lidí se opět vyskytuje obr Pchan Ku a Jin a Jang. Objevuje se zde i bohyně Nü Kua, která lidi vytvořila pomocí hrnčířského kruhu z žlutého jílu. Když již nemohla dál tvořit, namáčela provázek v bahně a vystřikující kapky se měnily v lidi. Zatímco lidé ze žlutého jílu tvořili vyšší bohatou a šlechtickou část společnosti, lidé z bahna tvořili chudé z nižších vrstev.

## Významné mytologie a božstva
- Tři čistí (三清), taoistická trojice:
  - Yuanshi Tianzun (元始天尊)
  - Lingbao Tianzun (靈寶天尊)
  - Daode Tianzun (道德天尊)

- Čtyři císaři (四御), nebeští králové taoismu:
  - Jü-chuang (Ju Huang, Nefritový císař)
  - Beiji Dadi
  - Tianhuang Dadi
  - Císařovna Země

- Osm nesmrtelných (八仙):
  - He Xiangu (何仙姑)
  - Cao Guojiu (曹國舅)
  - Tie Guaili (鐵拐李)
  - Lan Caihe (藍采和)
  - Lu Dongbin (呂洞賓)
  - Han Xiangzi (韓湘子)
  - Zhang Guolao (張果老)
  - Han Zhongli (漢鍾離)

- Božstva odkazující na Buddhu:
  - Guan Yin (觀音) (觀音菩薩, také Kuan Yin)
  - Hotei - smějící se Buddha
  - Dizang (地藏菩薩/地藏王, Ksitigarbha) - vládce deseti pekel
  - Čtyři nebeští králové (四大天王) - čtyři buddhišští ochranní bohové
  - Gautama Buddha (釋迦牟尼)
- Erlang Shen (二郎神)
- Lei Gong (雷公) - bůh hromů a bouří
- Nezha (哪吒)
- Guan Yu (關聖帝君) - bůh bratrství a války
- Zhao Gongming (趙公明)
- Bi Gan (比干)
- Bi Fang
- Kui Xing (魁星)
- Sun Wukong (孫悟空)
- Daoji (道濟)
- Matsu (媽祖)
- Zao Jun (灶君)
- Tu Di Gong (土地公)
- Town god (城隍)
- Zhong Kui (鍾馗)
- Lung Mo (龍母)
- Hung Shing (洪聖)
- Tam Kung
- Wong Tai Sin (黃大仙)
- Meng Po (孟婆)
- Tři vznešení a pět císařů (三皇五帝) - soubor bájných vládců
- Zhu Rong (祝融)
- Gong Gong (共工)
- Chi You (蚩尤)
- Da Yu (大禹)
- Kua Fu (夸父追日)
- Cangjie (倉頡)
- Hou Yi (后羿)
- Čchang E (嫦娥)
- Qi Xi (牛郎織女)
- Han Ba (旱魃)
- Wenchang Wang (文昌王)
- Gao Yao (皋陶)
- Tu Er Shen (兔兒神)
- Wu Gang (吳剛)

## Mytické bytosti
- Bashe (巴蛇) - had proslulý polykáním slonů

- Ptáci:
  - Fenghuang - čínský fénix
  - Jian (鶼) - bájný pták, údajně jen s jedním okem a jedním křídlem: 鶼鶼 pár těchto ptáků je závislý jeden na druhém, jsou nerozlučitelní, představují ženu a muže
  - Jiguang (吉光)
  - Jingwei (精衛) - bájný pták, který se snaží naplnit oceán větvičkami a kamínky
  - Jiufeng - devítihlavý pták užívaný pro strašení dětí
  - Peng (鵬) - bájný pták ohromné velikosti s neskutečnou sílou létat
  - Qing Niao (青鳥) - bájný pták, posel Xi Wangmua
    - Qingniao (tradiční čínština: 青鳥; zjednodušená čínština: 青鸟; pinyin: qīngniǎo; „Modrý (nebo zelený) pták (nebo ptáci)“) byli modří nebo zelení ptáci, kteří se objevují v čínské mytologii, populárních příbězích, poezii a náboženství (tzv. Číňané jsou poněkud nejednoznační s ohledem na anglický barevný slovník a slovo qing může a bylo přeloženo jako „modrý“ nebo „zelený“, nebo dokonce „černý“). Qingniao je zvláště považován za posly nebo jinak sloužící královně matce Západu Xi Wangmu. V některých zdrojích, tří legend Qingniao nosí její zprávy; v jiných zdrojích, Qingniao přinesl její jídlo [1]. V některých verzích jí potravu nosili tři, někdy třínozí, zelení ptáci: zdá se, že mají nějakou podobnost s třínohými ptáky, o kterých se věří, že bydlí na slunci.[2] (Někdy se těmto ptákům říká „vrány“.) Qingniao je důležitým motivem a často je zobrazován v mýtech o Xi Wangmu a jejím Západním ráji, který se obvykle nachází na mytické hoře Kunlun.

  - Sanzuniao (三足鳥) - trojnohá vrána
  - Shang-Yang (Žluna zelená)
  - Su Shuang (鷫鵊) - bájný pták, také někdy popisován jako vodní pták, podobně jako jestřáb.
  - Zhen (鴆) - zhoubný pták
  - Zhu - špatné znamení

- Čínští draci:
  - Yinglong - mocný služebník Huang Dia
  - Dračí král
  - Fucanglong - drak bohatství
  - Shenlong - drak deště
  - Dilong - drak země
  - Tianlong - nebeský drak
  - Chi - bezrohý drak nebo horský démon
  - Jiaolong - drak potop a moře

- Čínští "jednorožci":
  - Qilin
  - Xiezhi (獬豸)
  - Bai Ze (白澤)
  - Xiniu (犀牛)

- Čtyři symboly (四象):
  - Qīng Lóng - azurový drak z východu
  - Xuán Wǔ - černá želva ze severu
  - Bái Hǔ - bílý tygr ze západu
  - Zhū Què - rumělkový pták z jihu

- Čtyři démoni (四凶):
  - Hundun (渾敦) - zmatek
  - Taotie (饕餮) - obžerství
  - Taowu (梼杌) - neznalost
  - Qiongqi (窮奇) - nevyzpytatelnost

- Longma (龍馬) - "dračí kůň", podobný Qilinu.
- Kui (夔) - jednonohý horský drak nebo démon
- Kun (někdy také Peng - 鯤) - bájná obrovská ryba
- Jiang Shi
- Luduan
- Yaoguai — démoni
- Huli jing — liščí duchové
- Nian
- Pixiu (貔貅)
- Rui Shi (瑞獅)
- Xiao (魈) - bájný horský duch nebo démon
- Xing Tian (刑天 "potrestaný" nebo "ten, kdo byl potrestán nebem") - bezhlavý obr
- Chinese Monkey - zlí duchové
- Yifan Zhang - kočičí bohyně
- Zhayu (詐窳)
- Iphot - bytost ze světla, která přináší světlo do světa

Existují i další jiné bytosti.

## Mytická místa
- Xuanpu (玄圃) - bájná říše v pohoří Kunlun Shan (崑崙).
- Yaochi (瑤池) - obydlí nesmrtelných, kde žije Xi Wang Mu.
- Fusang (扶桑) - mytický ostrov, interpretován jako Japonsko.
- Queqiao (鵲橋) - most přes Mléčnou dráhu utvořený ptáky.
- Penglai (蓬萊) - ráj, legendární ostrov v Čínském moři.
- Longmen (龍門) - dračí brána.
- Di Yu (地獄) - čínské označení pro peklo.